# Scabiosa angustiloba
Scabiosa angustiloba là một loài thực vật có hoa trong họ Kim ngân. Loài này được B.L. Burtt miêu tả khoa học đầu tiên..